# André Martins
André Filipe Saraiva Martins, född 26 mars 1987 i Ferreira do Alentejo är en portugisisk före detta fotbollsspelare som senast spelade i Syrianska. Han är anfallare och har tidigare spelat i bland annat Fulham och IFK Mariehamn. Han har även spelat i den bolivianska klubben Club Bolívar, där han bland annat har medverkat i Copa Libertadores.